# ناثان دوغلاس
ناثان دوغلاس (بالإنجليزية: Nathan Douglas) هو منافس ألعاب قوى بريطاني، ولد في 4 ديسمبر 1982 في أكسفورد في المملكة المتحدة.

## وصلات خارجية
- ناثان دوغلاس على موقع الاتحاد الدولي لألعاب القوى (الإنجليزية)
- ناثان دوغلاس على موقع الدوري الماسي (الإنجليزية)
- ناثان دوغلاس على موقع أوليمبيديا (الإنجليزية)
- ناثان دوغلاس على موقع اللجنة الأولمبية البريطانية (الإنجليزية)
- ناثان دوغلاس على موقع اتحاد ألعاب الكومنولث (مؤرشف) (الإنجليزية)